# NGC 3415
NGC 3415 (другие обозначения — UGC 5969, MCG 7-22-72, ZWG 212.62, ZWG 213.1, IRAS10488+4358, PGC 32579) — галактика в созвездии Большой Медведицы. Открыта Уильямом Гершелем в 1788 году.
Галактика в прошлом классифицировалась как E5 или как S0+. Однако форма изофот искривлена, к тому же, изофоты разной интенсивности имеют разный позиционный угол. По всей видимости, это вызвано идущим звездообразованием в галактике. В линии H-альфа наблюдается подобие спиральной структуры в галактике. Иногда галактику классифицируют как Sb.
Этот объект входит в число перечисленных в оригинальной редакции «Нового общего каталога».